# Mallard (Iowa)
Mallard város az Amerikai Egyesült Államok Iowa államában, Palo Alto megyében. Lakosainak száma 257 fő (2020. április 1.).

## Népesség
A település népességének változása:

| 2010 | 274 |
| 2020 | 257 |